# ブルゴーニュ・オート・コート・ド・ニュイ
ブルゴーニュ・オート・コート・ド・ニュイ(Bourgogne Hautes-côtes de Nuits)は、フランス東部ブルゴーニュ地域圏コート＝ドール県南部にあるブルゴーニュワインの産地で、AOCの指定を受けている。
偉大なる赤ワインの産地として知られるヴォーヌ・ロマネ村抔を含むコート・ド・ニュイ地区（ニュイ地区）の西に接する区域で、19ヶ村の570ヘクタールの畑でワインが生産されている。ほぼ8割が赤、白は17%ほどで、わずかにロゼも作られている。
ニュイ地区とは背中合わせになっているが、それより標高がやや高く、また、南東に面した斜面が多いニュイ地区に対し、当地区は西向きの斜面や平坦地が多く、ミニクリマと呼ばれる気温・湿度・日照量などの微妙な気候違いから、特級や一級に値するワインは生産されていないが、近年かなり品質が向上しており、価格の割にかなり良いものも出てきているなど需要が増している。